# Robert L. Bernstein
Robert Louis Bernstein (né le 5 janvier 1923 à New York et mort le 27 mai 2019 à Manhattan, à New York) est un éditeur américain et militant des droits de l'homme.

## Biographie

### Formation
Robert Louis Bernstein sort diplômé de l’université Harvard en 1944 avec une licence en sciences.

### Carrière dans l'édition
Robert Louis Bernstein a commencé sa carrière comme garçon de bureau chez Simon & Schuster en 1946, puis chez Random House en 1956, et a succédé à Bennett Cerf en tant que président et directeur général en 1966. Il a été président de Random House pendant 25 ans. Il a publié de nombreux grands auteurs américains dont William Faulkner, James Michener, Theodor Seuss Geisel, Toni Morrison et William Styron.
Après avoir été invité en Union soviétique dans le cadre d'une délégation de l'Association of American Publishers (en), il s'est intéressé aux écrivains dont les travaux ne pouvaient pas être publiés dans leur propre pays. En commençant par Andreï Sakharov et Elena Bonner, il a veillé à ce que des auteurs comme Václav Havel, Jacobo Timerman, Xu Wenli et Wei Jingsheng soient tous publiés dans le monde entier.

### Participation au mouvement des droits de l'homme
Après son expérience à Moscou en 1973, Bernstein est retourné aux États-Unis et a créé le Fund for Free Expression, l'organisation mère d'Helsinki Watch qui a été créée pour surveiller le respect par l’URSS des accords d'Helsinki.
En 1988, la série des « comités de surveillance » créés tout au long des années 80 - Americas Watch, Asia Watch, Middle East Watch - a fusionné pour devenir Human Rights Watch, l'une des plus grandes organisations de défense des droits de l'homme au monde. Bernstein a été le président de Human Rights Watch de 1978 à 1998, date à laquelle il devient président fondateur émérite. Il fut également membre du conseil d'administration et président émérite de Human Rights in China.

## Reconnaissance internationale
Robert Louis Bernstein a remporté de nombreux prix et diplômes honorifiques dont le Florina Lasker Award de la New York Civil Liberties Union (en), le prix des droits de l'homme du Comité des avocats pour les droits de l'homme, le prix Spirit of Liberty de People for the American Way, la Barnard Medal of Distinction du Barnard College, le Curtis Benjamin Award for Distinguished Publishing de l'Association of American Publishers (en) et, en 1998, le premier Eleanor Roosevelt Award for Human Rights (en) décerné par le président Bill Clinton.
En 2014, il reçoit le prix de justice sociale de The New Press (en), la maison d'édition à but non lucratif créée par son collègue de longue date de Random House, André Schiffrin.
À Yale en 1998, Bernstein est honoré par ses amis et collègues de l'École de droit de Yale pour la création des bourses Robert L. Bernstein en droits internationaux de la personne . Les bourses sont accordées chaque année à deux ou trois diplômés de la faculté de droit qui se consacrent à l'avancement de la protection des droits de l'homme dans le monde.
Il a également été honoré par la faculté de droit de l'université de New York qui a créé la bourse Robert L. Bernstein en droits internationaux de la personne en 2006. En 2015, la New York University School of Law a créé le Robert L. Bernstein Institute for Human Rights, un centre de recherche qui promouvoir l'érudition, l'éducation et la défense des droits de l'homme aux États-Unis et à l'étranger .
Il a également reçu des doctorats honorifiques du Swarthmore College, de la New School, du Bard College, de l'université Hofstra, du Bates College, du Tougaloo College (en) et de l'université Yale.